# Yin Junhua
Yin Junhua (chinesisch 尹 军花; * 27. August 1990 in Xingtai, Hebei) ist eine chinesische Boxerin. Sie gewann die Silbermedaille im Leichtgewicht bei den Olympischen Sommerspielen 2016 in Rio de Janeiro.

## Erfolge
Yin Junhua gewann im Leichtgewicht die Asienspiele 2014 und startete bei den Weltmeisterschaften 2014, wo sie nach einer Niederlage im Halbfinale gegen Katie Taylor eine Bronzemedaille gewann.
Bei den Asienmeisterschaften 2015 gewann sie ebenfalls Bronze im Leichtgewicht und siegte im April 2016 bei der asiatischen Olympiaqualifikation.
Nachdem sie bei der Weltmeisterschaft 2016 im Achtelfinale gegen Mira Potkonen ausgeschieden war, nahm sie noch an den Olympischen Sommerspielen 2016 teil. Dort besiegte sie Hasnaa Lachgar, Jana Alexejewna und diesmal auch Mira Potkonen, ehe sie im Finale mit 1:2 gegen Estelle Mossely unterlag und Silber im Leichtgewicht gewann.
2017 gewann sie noch die Asienmeisterschaften und 2018 die Asienspiele im Federgewicht.
Bei der Weltmeisterschaft 2018 verlor sie im Viertelfinale 2:3 gegen Ornella Wahner und erreichte bei der Asienmeisterschaft 2019 einen fünften Platz.
Bei der asiatischen Olympiaqualifikation 2020 schied sie gegen Lin Yu-ting im Viertelfinale aus.